# Џорџ Ромни
Џорџ Ромни (енгл. George Romney; Далтон у Фарнесу, 26. децембар 1734 — Кендал, 15. новембар 1802) био је енглески портретиста.

## Биографија
Ромни је рођен у Бексајду, у Далтону у Фарнесу, Ланкашир (данас у Камбрији) и када је завршио школу Дендрон са 11 година отишао је да ради код оца као столар.
1757. Ромни је већ био чувени портретиста. За време рада Ромни се разболео, и оздравио док га је неговала Мери Абот, ћерка његовог домаћина.
1762, већ ожењен и са двоје деце, Ромни је отишао у Лондон и остварио успех делом „Смрт генерала Вулфа“, са којим је освојио другу награду Краљевског уметничког друштва. Ромни је одмах постао успешан и тражен портретиста.
И поред његових великих успеха, Ромни никада није добио позив за чланство Краљевске академије, нити је пак некада сам поднео захтев за чланство. Иако је било доста претпоставки у вези његовог односа са академијом, несумњиво се знало да се држао по страни сматрајући да добар уметник треба да успе, а да не постане академик. Његова каријера је подржавала овај став, па је чак и на крају живота показао (али веома мало) покајање за овај став.
1773. је отпутовао у Италију са колегом Озајас Хемфријем, са циљем да учи сликарство у Риму и Парми. 1775. Ромни се вратио у Лондон и наставио да ради у свом атељеу, али на новој локацији. 1782. се упознао са Емом Хамилтон (онда Ема Харт) је постала његова муза. Ромни је насликао више од 60 портрета у разним позама, понекад по угледу на историјске или митолошке личности. Ромни је сликао и своје савременике, међу којима и његова колегеница Мери Мозер. После 40-огодишњег одсуства, у лето 1799. Ромни се вратио својој породици у Кендалу. Тамо га је сачекала његова безусловно верна и одана супруга.